# 세일러복과 기관총
《세라복과 기관총》(일본어: セーラー服と機関銃)는 아카가와 지로에 의한 1978년 일본의 장편 소설이다. 이 작품을 원작으로 1981년에 실사 영화화, 1982년과 2006년에는 텔레비전 드라마화되었다.
속편 《세일러복과 기관총 - 졸업》은 2016년에 영화화되었다.

## 시리즈
- 아버지를 사고로 잃고 천애 고아가 된 여고생 '호시 이즈미'가 먼 친척의 약소한 폭력단인 "메다카파"의 4대 조장을 맡게 되어, 4명의 부하들과 함께 대립하는 야쿠자 싸움이라는 스토리이다. 속편으로 〈졸업-세라복과 기관총·후"〉 (카도카와 노벨즈)가 있다.

- 야쿠시마루 히로코 주연으로 실사 영화화되어 1981년말에 개봉되어, 일본에서는 23억엔의 흥행 수입을 올렸다. 황당무계한 원작을 소마이 신지가 생생한 터치로 연출, 소녀가 성인으로 성장해가는 모습을 그린 이색의 청춘 영화로 재탄생하였다. 주연의 야쿠시마루 히로코는 동명의 주제가도 직접 불러 크게 히트하였다.

- 1982년에는 후지 TV에서 하라다 토모요 주연으로 텔레비전 드라마화되었다.

- 24년 후 2006년에는 TBS에서 나가사와 마사미 주연으로 새롭게 리메이크되어, 텔레비전 드라마화되었다. 나가사와 마사미는 야쿠시마루 히로코가 부른 동명의 주제가 역시 리메이크하여 직접 불렀다.

## 영화

### 1981년
1981년 12월 19일 개봉한 영화는 일본의 전국 토에이 계열에서 공개. 카도카와 영화의 대표작의 하나로, 주연의 야쿠시마루 히로코(당시 여고생)를 톱 아이돌로 자리잡게 했다. 극중 유명한 대사인 〈카이칸 (カイカン)〉은 원작 소설에는 없는 이 영화의 오리지널 대사이다.

#### 출연
- 야쿠시마루 히로코
- 와타세 츠네히코
- 카자마츠리 유키
- 다이몬 마사아키
- 하야시야 신페이
- 사카이 토시야
- 야나기사와 신고
- 오카 류야
- 미츠이시 켄
- 에모토 아키라
- 테라다 미노리
- 키타무라 카즈오 외

#### 스태프
- 감독 : 소마이 신지
- 각본 : 다나카 도오죠
- 제작 : 카도카와 하루키, 타가 히데노리
- 프로듀서 : 이지치 케이
- 보조 프로듀서 : 야마모토 츠토무
- 음악 : 호시 카츠
- 촬영 : 센겐 세이조
- 편집 : 스즈키 아키라

#### 주제가
- 야쿠시마루 히로코 - 〈세라복과 기관총〉

### 2016년
속편 《졸업-세라복과 기관총·후》가 《세라복과 기관총 -졸업-》의 제목으로 카도카와 영화 40주년 기념 작품으로 영화화되었다. 2016년 3월 5일 개봉. 감독은 마에다 코지, 각본은 타카다 료. 주연은 하시모토 칸나. 촬영은 2015년 7월 10일부터 8월 12일까지 군마현 다카사키시를 중심으로 이루어졌다. 주제가 〈세라복과 기관총〉는 하시모토 칸나의 솔로 데뷔 곡이다.

#### 주제가
- 하시모토 칸나 - 〈세라복과 기관총〉

#### 수상 정보
- 2016년 제40회 일본 아카데미상 신인 배우상 (하시모토 칸나)

## 텔레비전 드라마

### 1982년
영화가 개봉된 이후 텔레비전 드라마로도 제작되어, 1982년 후지 TV에서 7월 5일부터 9월 20일까지 하라다 토모요 주연으로 매회 30분의 연속 드라마로 방송되었다. 본작은 하라다 토모요의 데뷔작이다.

#### 출연
- 하라다 토모요
- 타카야나기 료이치
- 미즈카미 코우지
- 오노 타카야스
- 아라이 야스히로
- 아토 카이
- 호리 히로미치
- 후부키 준
- 타카하시 마사야 외

#### 제작진
- 연출 : 카와케 슌사쿠
- 각본 : 이마이 쇼우지

#### 주제가
- 하라다 토모요 - 〈슬플정도로 진짜인 이야기〉

### 2006년
리메이크 드라마는 TBS에서 2006년 10월 13일부터 2006년 11월 24일까지 방영된 일본의 텔레비전 드라마이다. 전 7회.
나가사와 마사미의 첫 연속 드라마 주연작으로, 주제가는 야쿠시마루 히로코의 영화판 주제가를 리메이크해 직접 불렀다.

#### 원작과의 차이점
- 〈메다카파〉 구성원이 조장 호시 이즈미를 제외하고 원작과 전작 드라마에서는 4명인데 반해, 이번 작품은 5명이다.
- 호시 이즈미는 본작에서는 남녀공학이 아닌 여고에 다니고 있기 때문에 토모키와 슈헤이가 등장하지 않고 친구들과의 상관 관계도 그다지 그려지지 않았다.
- 원작과 전작 드라마에서 호시 이즈미는 호전적이고 강한 여자로 지기 싫어하는 성격이었지만, 본작에서는 얌전하고 소극적인 성격이다. 또한 원작과 전작 드라마에서는 원래부터 힘과 강한 통솔력을 가지고 있었지만, 본작에서는 전투를 통해 조장으로 성장해 간다.
- 전작의 가장 악역인 하기와라가 등장하지 않는 대신, 쿠로키와와 하마구치가 더 흉악한 성격으로 변경되었다.
- 호시 이즈미는 4대째가 아니라 8대째 조장이 된다.
- 호시 이즈미는 다카쿠라 켄의 영화를 대여하여 야쿠자 같은 대사나 몸짓을 독자적으로 연구한다. 하마구치 조직과의 상호 작용에서 선보였다.
- 제5화의 BGM에는 〈메다카파〉에 따서 "메다카의 학교"라고 쓰였다.
- 본작에서는, 영화판에서 유명한 〈카이칸 (カイカン)〉이라고 대사를 중얼거리는 장면은 없다.

#### 등장 인물

##### 메다카구미조
- 호시 이즈미(17세) : 나가사와 마사미
  - 아카가와 고교 2학년 B조. 성격은, 엄청 고지식하고, 여러 가지 세세한 일에 자신도 모르게 고집을 부리는 버릇이 있다. 어릴 때에 어머니를 잃어, 아버지·타카시와 둘이 살아왔다. 부친은 해외출장으로 집을 비우는 날이 많기 때문에, 부모의 사랑에 굶주려 있다. 이즈미에게 있어 아버지는, 부모이며, 친구이며, 애인. 어느날, 용감하고 의리를 소중히 하는 남자들을 만나게 되면서, 둘도 없이 소중한 것을 배워 간다. 그리고, 그 끝에….

- 사쿠마 마코토(38세) : 츠츠미 신이치
  - 메다카구미조 젊은 부보스. 무너져가는 조직이지만, 은인인 메다카구미조의 선대에게 절대적인 충성심을 맹세하고, 죽은 선대의 의사를 계승하고 조직을 일으켜 세우려고 하는 의리가 있는 남자. 성격은 과묵하고 별로 웃지 않는다. 인정이 두텁고, 젊은들로부터 경의를 표해지는 존재.

- 사카이 켄지(19세) : 나카오 아키요시
  - 켄보라 불리며 조직으로부터 귀여움을 받고 있다. 고교생때, 이지메를 당해 외톨이가 되지만, 이걸 보다 못한 숙부·킨조가 메다카구미조에 데려온 것이 계기가 되어, 「메다카구미조의 일원이 되고 싶다」라고 사쿠마와 직접 담판을 짓고, 일원이 된다. 약하면서 강한척 한다. 어느 의미로선, 제일 위험한 남자.

- 니시노 타케시(38세) : 타구치 히로마사
  - 체격이 좋기 때문에 겉모습은 무섭지만, 언행은 부드럽고, 시마의 사람들로부터 사랑받고 있다. 땀을 많이 흘린다. 손재주가 뛰어나고, 자작 PC를 만드는 것이 특기. 특기인 PC로 주식 거래를 하고 있어 실은 메다카구미조에 있어서는 큰 자금원이 되고 있다. 원래는, 시스템 엔지니어로 나쁜 친구에게 속아 해킹으로 잡혀 버렸기 때문에, 더 이상 업계에서 일할 수 없게 된다.그 후, 메다카구미조의 일원이 된다.

- 사카이 킨조(59세) : 야마모토 류지
  - 메다카구미조의 참모 같은 존재. 사쿠마 유일하게 속마음을 말할 수 있는, 좋은 상담 상대이기도 하다. 옛날에 비해, 세력이 떨어져 버린 메다카구미조를 걱정하고 있다. 원래는 형사였지만, 문제를 일으켜 징계면직이 되어 버린다. 그 후, 메다카구미조의 일원이 된다. 같은 일원인 켄지는 조카. 별명은 「프랑스의 김씨????」.

- 고다 히데키(33세) : 후쿠이 히로아키
  - 무대포로 쉽게 싸움을 하는 바보. 사쿠마를 마음 진심으로 존경하고 있으며, 이즈미가 보스가 되는 것을 반대한다. 원래는 폭주족 대장으로 20세 때, 크게 한방을 노리며 도박을 했다가 큰 빚을 지게 된다. 그 후, 메다카구미조·선대에게 맡겨져 메다카구미조의 일원이 된다.

- 메다카 타츠오(80세) : 카츠라 코킨지
  - 메다카구미조·7대 보스. 죽기 직전, 마지막 남은 힘을 다해, 「나의 뒤는 조카나 혈연의 있는 사람이...」라는 말을 남기고, 폐렴으로 사망.

##### 그외 인물
- 산다이지 마유미(38세) : 코이즈미 쿄코
  - 이즈미의 아버지·타카시의 애인임을 자칭하는 수수께끼의 여자. 미인으로 요염한 분위기를 풍긴다.

- 호시 타카시(45세) : 하시즈메 준
  - 이즈미의 아버지. 다이쇼와 무역·영업 3부 부장. 아내에 앞서 떠났기 때문에, 남자 혼자 이즈미를 키우고 있다.

- 쿠로키 코헤이(43세) : 코이치 만타로
  - 경시청 조직범죄 대책 본부 조직범죄 대책 제6과·경부보. 이즈미의 아버지·타카시의 사고 수사를 담당하는 형사. 붙임성이 좋고, 언행도 부드럽고 신사적. 머리도 좋아 냉정하게 사물을 판단하며, 말에 설득력이 있기 때문에, 이즈미도 신뢰를 한다.

- 하마구치 노보루(52세) : 혼다 히로타로
  - 칸도 일대를 세력권으로 하고 있는 야쿠자의 일대 조직·하마구치조의 보스로, 공식상은, 하마구치 물산·사장. 돈을 위해서라면, 각성제나 불법금융거래에도 손을 대는, 극악무도한 남자. 사쿠마에게 하마구치조에 들어오지 않겠냐고 권한다.

- 산다이지 하지메(63세) : 오가타 켄 (특별 출연)
  - 민화당 소속 중의원. 마약 박멸을 내걸어 의원 활동을 실시하고 있다. 차기, 총리의 자리를….

- 이나바 미치오(28세) : 이자와 켄
  - 경시청 조직범죄 대책 본부 조직범죄 대책 제6과·형사. 아오모리 출신으로 사투리가 빠지지 않는다. 쿠로키와 함께 이즈미 아버지의 사건을 수사한다.

- 이와쿠라 토모오(44세) : 오카야마 하지메
  - 아카가와 고교·세계사 교사. 이즈미의 담임.

- 시바타 미츠아키(42세) : 나카노 히데오
  - 하마구치조의 젊은 부보스. 돈을 위해서라면 부모도 아무렇지도 않게 배반한다.

- 모리 란마루(19세) : 모리 렌
  - 하마구치조 일원. 하마구치의 시중을 든다.

- 토키와 마사코(17세) : 이하타 쥬리
  - 이즈미의 동급생. 사물을 분명히 말하는 착한 여자 아이. 이즈미의 의심스러운 행동을 수상히 여기지만, 메다카구미조의 보스가 된 것은 모른다.

- 카네다 레이카(17세) : 모리모토 유코
  - 이즈미의 동급생. 이즈미의 의심스러운 행동을 수상히 여기지만, 메다카구미조의 보스가 된 것은 모른다.

- 코바야시 아케미(17세) : 타니 아리사
  - 이즈미의 동급생. 사투리를 조금 섞어 쓰고 있으며, 특징 있는 머리 모양의 소유자다. 이즈미의 의심스러운 행동을 수상히 여기지만, 이즈미가 메다카구미조의 보스가 된 것은 모른다.

- 1 층 거주자 : 스기우라 소스케
  - 메다카구미조의 1층에 사는 수수께끼의 거주자. 항상 방망이를 들고 있는 파란 유니폼을 입은 남자이다.

- 테즈카 유우 : 다나카 유키타로 (3화 게스트 출연)
  - 하마구치조에 고용된 암살자. 사쿠마에 강한 원한을 갖고 있으며, 복수를 다짐하지만 진실을 알게 되고 조직에서 나온다.

##### 제작진
- 원작 : 아카가와 지로
- 기획 : 이요다 히데노리
- 각본 : 이즈미 히로
- 음악 프로듀서 : 시다 히로히데
- 음악 : 코노 신
- 촬영 : 스다 마사히로
- 액션 코디 : FC 계획
- 총기 : BIGSHOT
- 프로듀스 : 이시마루 아키히코
- 연출 : 히라카와 유이치로, 카토 아라타
- 제작 : TBS 텔레비전
- 제작·저작 : TBS

##### 주제가
- 호시 이즈미 - 〈세라복과 기관총〉
  - 야쿠시마루 히로코의 주연 영화(1981년)의 동명곡을 이 작품의 주연을 맡은 나가사와 마사미가 리메이크해 불렀다.

##### 부제목과 방영일, 시청률
| 각 화                                     | 방송일           | 부제(원어)                         | 부제(풀이)                              | 연출              | 시청률 |
| ----------------------------------------- | ---------------- | ---------------------------------- | --------------------------------------- | ----------------- | ------ |
| 제1화                                     | 2006년 10월 13일 | 女子高生組長誕生!!                 | 여고생 조장 탄생!                       | 히라카와 유이치로 | 17.3%  |
| 제2화                                     | 2006년 10월 20일 | 女子高生組長の初仕事は涙の大乱闘!! | 여고생 조장의 첫 작품은 눈물 대난투!    | 히라카와 유이치로 | 14.2%  |
| 제3화                                     | 2006년 10월 27일 | さらば愛しの人よ                   | 잘가라 사랑하는 사람아                  | 히라카와 유이치로 | 9.6%   |
| 제4화                                     | 2006년 11월 3일  | 愛した組員の死                     | 사랑하는 조직원의 죽음                  | 카토 아라타       | 16.0%  |
| 제5화                                     | 2006년 11월 10일 | 愛し組員よ永遠に                   | 사랑하는 조직원 영원히                  | 카토 아라타       | 10.8%  |
| 제6화                                     | 2006년 11월 17일 | 目高組の解散!!                     | 메다카파 조직 해산!                     | 히라카와 유이치로 | 12.0%  |
| 최종회                                    | 2006년 11월 24일 | 涙の機関銃発射〜さらば女子高生組長 | 눈물의 기관총 발사 ~ 잘가라 여고생 조장 | 히라카와 유이치로 | 13.0%  |
| 평균 시청률: 13.3%                        |                  |                                    |                                         |                   |        |
| (시청률은 간토 지방·비디오 리서치사 조사) |                  |                                    |                                         |                   |        |